# Kees Rijvers

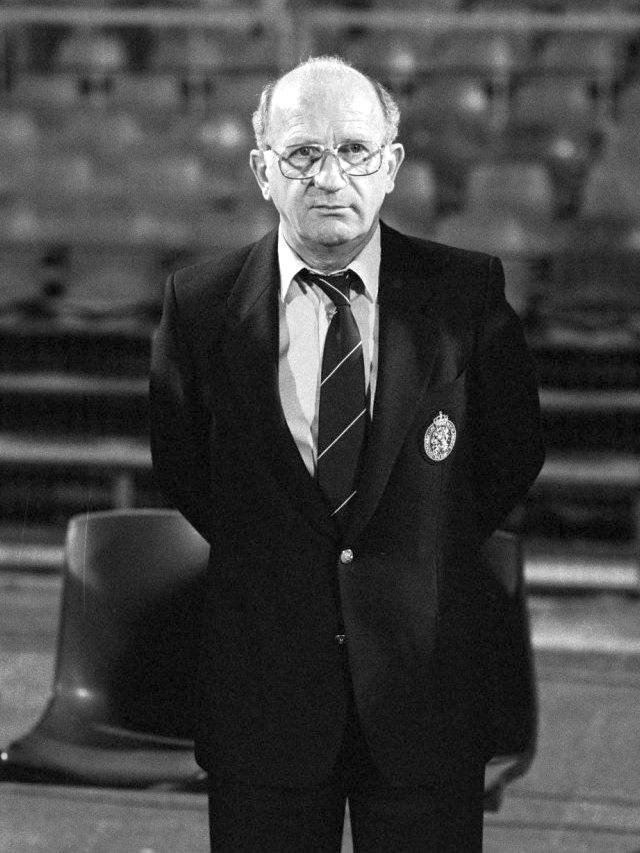
Kees Rijvers 1982.

Cornelis Bernardus "Kees" Rijvers, född 27 maj 1926 i Princenhage i Breda, Noord-Brabant, död 4 mars 2024 i Breda, var en nederländsk fotbollsspelare och tränare. 
Rijvers spelade för NAC Breda, AS Saint-Étienne, Stade Français och Feijenoord. Han spelade 33 A-landskamper (10 mål) för Nederländerna och deltog i OS i London 1948. Kees Rijvers blev sedan tränare för FC Twente och PSV Eindhoven. I Eindhoven ledde han laget till seger i Uefacupen 1978 och tre ligatitlar 1975, 1976 och 1978. 1981–1984 var han förbundskapten för Nederländernas fotbollslandslag. Han sparkades sedan Nederländerna inte lyckats kvalificera sig för EM-slutspelet 1984 och ersattes av Rinus Michels.